# Sartori Bernát
Sartori Bernát (Nagyvárad, 1735. szeptember 4. – Miskolc, 1801. április 21.) bölcseleti és teológiai doktor, Szerafikus Szent Ferenc-rendi minorita szerzetes, tanár, rendfőnök és királyi tanácsos, filozófiai író.

## Élete
A minorita rendbe lépett, filozófiát és teológiát tanult Egerben, azután pedig Aradon, majd Egerben mint tanár működött. 1780-tól tartományfőnökként tevékenykedett, a miskolci rendháznak volt a tagja. 1783-tól aradi, 1791-től egri, majd 1800-tól egészen haláláig miskolci házfőnök volt. Kitűnő hitszónok hírében állott.
Aradi tanársága idején írta meg azt a művét, amely az első magyar nyelvű filozófiai kísérlet volt Apáczai Csere János után. Ez 1772-ben jelent meg a következő címmel: Magyar nyelven Philosophia, azaz a bölcsesség szeretésének tudományából némelly jelesebb kérdések. A bevezetésben melegen védi a magyar nyelv ügyét: «Hogyha a magyar nyelv egyik az elsők közül, szaporaságára, bőségére, termékenységére nézve, minden nyelvek között helyt áll, akármi dolog fejtegetésében nem szorul idegen nyelvekre s nem kivántatik egyéb hozzá a gyakorlásnál». A művet a régi skolasztikus bölcselet szellemében írta, csekély becsű, inkább nyelvtörténeti szempontból jelentős.

## Munkája
- Magyar nyelven filosofia. Az az: A bölcsesség szeretésének tudományáról némely jelesebb kérdések, mellyeket sok hiteles bölcseség szeretése tudományát tanítóknak írásiból s könyveiből egybe szedegetett és tanított, mostanában pedig a magyar nemzetnek kedveért az előljárók engedelméből nyomtatásban kibocsátott. Eger, 1772, rajzzal (ism. Márki Sándor, Arad és Vidéke 1881. évf.)
  - Sartori Bernárd: Magyar nyelven filosofia, az az A' böltseség' szeretésének tudománnyából némelly jelesebb kérdések; hasonmás kiad.; Kossuth, Bp., 2008 (Értékőrző könyvtár)